# Càiron
El càiron (mot en català provinent de la pronúncia anglesa de la denominació comercial Chyron) és el subtítol explicatiu o superposició gràfica que apareix sobreimpressionat al terç inferior de la pantalla del televisor, i que proveeix de nou contingut explicatiu. Aquests rètols, que solen ocupar d’una a tres línies, poden contenir imatges, logotips o text animat i tenir fons de color o ser transparents.
En el llibre d’estil de la Corporació Catalana de Mitjans Audiovisuals, es distingeixen tres tipus de càirons: d’identificació de persones, de localització i d’indicació de temps, tot i que els terços inferiors de les pantalles cada vegada inclouen més elements, de vegades aliens al programa que s'està emetent, com ara data i hora, teletips de notícies, informació meteorològica, resultats esportius, etc.

## Història
La paraula càiron prové de l’adaptació del nom d’una marca comercial d’aparells per a la postproducció de vídeo i televisió, entre els quals hi ha generadors de caràcters o tituladores. Fundada a Melville el 1966 com Systems Resources Corporation, aviat va canviar el nom en honor al centaure Quiró de la mitologia grega, passant a anomenar-se ChyronHego Corporation i, posteriorment, The Chyron Corporation.
Als anys 70 va ser pionera en el desenvolupament de la subtitulació i la creació de gràfics de transmissió, reproducció i visualització de dades en temps real per a la televisió en directe, com alternativa a las targetes d’art i a les diapositives fins aleshores emprades. L’ús dels seus generadors de caràcters per part de les principals cadenes de televisió dels Estats Units, ABC, NBC i CBS, va significar la integració de text i gràfics en la cobertura de noticies i esports a la televisió en obert i més tard a la televisió per cable. Als anys 90, Chyron Corporation va esdevenir el principal fabricant de hardware i software de generadors de caràcters de transmissió 2D i 3D als Estats Units.
Per extensió, els professionals que treballen amb les màquines de generació de caràcters, o tituladores, fossin o no de la marca pionera, van passar a ser denominats caironistes, tot i que als crèdits dels programes apareixen amb la categoria d’operadors de caràcters o «titulació».
El terme no està recollit a l'edició actual del Diccionari de la llengua catalana de l'Institut d'Estudis Catalans (DIEC), tot i que ja és utilitzat de manera habitual als centres d'estudi de la imatge, com l'ESCAC o el Laboratori d’Audiovisuals de la Universitat Autònoma de Barcelona.